# Santa Ana-vulkaan
De Santa Anavulkaan, ook bekend als Ilamatepec, is een vulkaan in het departement Santa Ana in El Salvador. Met een hoogte van 2381 meter is het een van de hoogste bergen van het land.
Op 1 oktober 2005 kwam de vulkaan tot uitbarsting. Hierbij kwamen 2 mensen om het leven en de nabijgelegen stad San Blas moest worden geëvacueerd. De schade werd echter verhevigd door orkaan Stan, die op 4 oktober in Mexico aan land kwam. Bij modderstromen die ontstonden door een combinatie van de vulkaanuitbarsting en de orkaan kwamen enkele tientallen mensen om het leven.
Andere uitbarstingen waren in 1904 en 1920.
De vulkaan maakt deel uit van de vulkanische bergketen Cordillera de Apaneca. Ongeveer zes kilometer naar het noordwesten ligt de vulkaan Cerro los Naranjos, ongeveer twee kilometer zuidelijker de vulkaan Cerro Verde, vier kilometer zuidelijker de vulkaan Izalco en zes kilometer naar het zuidoosten de vulkaan San Marcelino. Op ongeveer vier kilometer naar het noordwesten ligt de berg Cerro Malacara.